# 146-os busz (Budapest)
A budapesti 146-os jelzésű autóbusz Újpalota, Nyírpalota út és Rákoskeresztúr, városközpont között közlekedik a reggeli csúcsidőszakban, kizárólag egy irányban. A viszonylatot a Budapesti Közlekedési Zrt. üzemelteti.
A 46-os busz útvonalától annyiban tér el, hogy a Cinkotai út – Gyöngytyúk utca – XVII. utca – Ferihegyi út útvonalon éri el a Rákoskeresztúr, városközpont végállomást.

## Története
1979-től 2008-ig a 146-os autóbusz Békásmegyeren közlekedett, a 145-ös járattal egyetemben. A 2008-as paraméterkönyvvel a békásmegyeri 146-os megszűnt, miközben Cinkotán három reggeli módosított útvonalon közlekedő 46-os busz kapta a 146-os jelzést. Békásmegyeren szeptember 5-én járt utoljára, viszont Cinkotán már augusztusban elindult, tehát egyszerre két útvonalon is közlekedett a 146-os busz, ám az új járatok szeptember 5-éig 46-os jelzéssel és kiegészítő táblával jártak. 2013. május 11-én bevezették a járaton az első ajtós felszállási rendet.
2020. április 1-jén a koronavírus-járvány miatt bevezették a szombati menetrendet, ezért a vonalon a forgalom szünetelt. Az intézkedést a zsúfoltság miatt már másnap visszavonták, így április 6-ától újra a tanszüneti menetrend van érvényben, a szünetelő járatok is újraindultak.

## Útvonala
| Rákoskeresztúr, városközpont felé | Rákoskeresztúr, városközpont felé |
| --- | --------------------------------- |
| Újpalota, Nyírpalota út vá. – Nyírpalota út – Zsókavár utca – Erdőkerülő utca – Szentmihályi út – Rákospalotai határút – János utca – Csömöri út – Szlovák út – Rákosi út – Mátyás király utca – Arany János utca – Margit utca – Baross Gábor utca – Veres Péter út – Jókai Mór utca – Újszász utca – Somkút utca – Vidám vásár utca – Simongát utca – Cinkotai út – Gyöngytyúk utca – XVII. utca – Ferihegyi út – Rákoskeresztúr, városközpont vá. |                                   |

## Megállóhelyei
Az átszállás kapcsolatok között a Cinkotai autóbuszgarázs és Rákoskeresztúr, városközpont között közlekedő 146A betétjárat nincs feltüntetve.
| 0  | Újpalota, Nyírpalota út induló végállomás      |                                                                                                 |
| 2  | Vásárcsarnok                                   | 7, 7E, 8E, 46, 96, 108E, 130, 133E, 196, 196A, 296, 296A 69                                     |
| 4  | Fő tér                                         | 7, 7E, 8E, 46, 96, 108E, 130, 133E, 196, 196A, 296, 296A 69                                     |
| 5  | Zsókavár utca                                  | 46, 96, 130, 196, 196A, 296, 296A 69                                                            |
| 5  | Erdőkerülő utca 27.                            | 46, 96, 130, 196, 196A, 296, 296A                                                               |
| 6  | Szentmihályi út                                | 46, 96, 130, 175, 196, 196A, 296, 296A                                                          |
| 9  | János utca                                     | 46, 131                                                                                         |
| 9  | Vörösmarty utca                                | 46, 131                                                                                         |
| 11 | Csömöri út                                     | 31, 46, 130, 131, 144                                                                           |
| 12 | Diófa utca                                     | 31, 46, 130, 131, 144                                                                           |
| 13 | Mátyás király utca                             | 31, 46, 131, 144                                                                                |
| 15 | Csömöri út (Szlovák út)                        | 31, 46, 175                                                                                     |
| 15 | Péterke utca                                   | 31, 46, 175                                                                                     |
| 17 | Timur utca                                     | 31, 46, 175 419                                                                                 |
| 18 | Szilas-patak                                   | 46, 174                                                                                         |
| 19 | Mátyás király utca                             | 46, 144, 174 419                                                                                |
| 19 | Ida utca                                       | 46, 244                                                                                         |
| 20 | Mátyásföldi tér                                | 46, 244                                                                                         |
| 21 | Sasvár utca                                    | 44, 46, 244                                                                                     |
| 22 | Margit utca                                    | 44, 46, 244                                                                                     |
| 23 | Gida utca                                      | 44, 46                                                                                          |
| 25 | Mátyásföld, repülőtér H                        | 44, 46, 92, 92A, 176E, 276E                                                                     |
| 27 | Jókai Mór utca (Rendőrség)                     | 44, 46, 92, 92A, 176E, 276E 410, 440, 441                                                       |
| 29 | Jókai Mór utca (Újszász utca)                  | 45, 46                                                                                          |
| 30 | Pilóta utca                                    | 45, 46                                                                                          |
| 31 | Diósy Lajos utca                               | 45, 46                                                                                          |
| 32 | Bökényföldi út                                 | 45, 46, 176E, 276E                                                                              |
| 32 | Papír utca                                     | 45, 46                                                                                          |
| 33 | Farkashalom utca                               | 45, 46                                                                                          |
| 34 | Anilin utca                                    | 45, 46                                                                                          |
| 35 | Cinke utca                                     | 45, 46                                                                                          |
| 36 | Georgina utca                                  | 45, 46, 92, 92A 480                                                                             |
| 38 | Nagytarcsai út                                 | 46 480                                                                                          |
| 39 | Erdei bekötőút                                 | 46                                                                                              |
| 41 | Cinkotai autóbuszgarázs                        | 46, 176E, 276E                                                                                  |
| 42 | Vidor utca                                     | 46, 176E, 276E                                                                                  |
| 43 | Tarack utca                                    | 176E, 261E, 276E                                                                                |
| 45 | XVIII. utca                                    | 98, 176E, 198, 261E, 276E                                                                       |
| 46 | Hősök tere                                     | 98, 176E, 198, 261E, 276E                                                                       |
| 47 | Rákosliget vasútállomás                        | 98, 176E, 198, 261E, 276E S80                                                                   |
| 49 | Rákoskeresztúr, városközpont érkező végállomás | 46, 97E, 98, 161, 161E, 162, 162A, 169E, 198, 202E, 262 484, 485, 486, 505, 506, 510 1070, 1075 |